# Canton (Georgia)
Canton város az USA Georgia államában. Lakosainak száma 32 973 fő (2020. április 1.).

## Népesség
A település népességének változása:

| 2010 | 22 958 |
| 2020 | 32 973 |